# Dossenus guapore
Dossenus guapore är en spindelart som beskrevs av Silva, Lise och James E. Carico 2007. Dossenus guapore ingår i släktet Dossenus och familjen Trechaleidae. Inga underarter finns listade i Catalogue of Life.